# Astrid Lambrecht
Astrid Lambrecht (* 20. Januar 1967 in Mülheim an der Ruhr) ist eine deutsche Quantenphysikerin. Sie leitet seit 2023 das Forschungszentrum Jülich als Vorsitzende des Vorstands. Zuvor hatte sie leitende Funktionen im Geschäftsbereich Physik der französischen Forschungsorganisation Centre national de la recherche scientifique (CNRS) inne.

## Leben und Karriere
Lambrecht stammt aus Mülheim an der Ruhr. Sie studierte zunächst ein Jahr lang Medizin, ehe sie sich für Physik an der Universität Duisburg-Essen einschrieb. Das Studium schloss sie im Jahr 1990 mit einer Diplomarbeit bei Fritz Haake ab. 1991 wechselte sie an das Imperial College London. Ihre Promotion beendete sie bei Élisabeth Giacobino im Jahr 1995 in Paris am Laboratoire Kastler Brossel mit einer Arbeit unter dem Titel Atomes froids et fluctuations quantiques (Kalte Atome und Quantenfluktuationen). Anschließend forschte sie am Max-Planck Institut für Quantenoptik im Rahmen eines Post-Doc-Stipendiums im Labor von Theodor Hänsch, dem späteren Nobelpreisträger für Physik (2005). 1996 wechselte sie an das Centre national de la recherche scientifique (CNRS) für Physik in Paris. Im Jahr 2002 habilitierte sich Lambrecht an der Universität Pierre und Marie Curie.
Im Jahr 2007 wurde Lambrecht Forschungsdirektorin des Laboratoire Kastler Brossel. Von 2014 bis 2015 war sie stellvertretende Direktorin desselben Institutes. Ab 2016 wurde sie stellvertretende wissenschaftliche Leiterin des Geschäftsbereiches Physik des Centre national de la recherche scientifique, ab 2018 dessen Leiterin. 2021 wechselte sie ans Forschungszentrum Jülich, wo sie als Vorständin den wissenschaftlichen Geschäftsbereich 1 verantwortet.
Von 2007 bis 2014 war Lambrecht Mitherausgeberin der Fachzeitschrift EPL im Fachgebiet Physik.
Seit August 2023 ist Lambrecht Vorstandsvorsitzende des Forschungszentrums Jülich.

## Forschung
Astrid Lambrecht forscht zu Quantenfluktuationen und den daraus resultierenden Effekten. Einen Schwerpunkt legt sie dabei auf den mikrophysikalischen Casimir-Effekt. Ein Anwendungsfeld für diesen Forschungsbereich bilden mikroelektromechanische Systeme (MEMS), etwa Miniaturplatten in Smartphones, Airbags und Tintenstrahldruckern. Ihr Augenmerk richtet sich darüber hinaus auf verwandte Phänomene in der Atomphysik oder Nanophysik sowie auf den Casimir-Effekt bezogene physikalische Fragestellungen in anderen naturwissenschaftlichen Disziplinen wie der Biologie und der Chemie. Neben der Grundlagenforschung befasst sie sich auch mit anwendungsbezogenen Fragestellungen. Ein Anliegen ist ihr darüber hinaus die Wissensvermittlung im Bereich der modernen Physik in populärwissenschaftlichen Schriften, die bislang in drei Sprachen erschienen.

## Mitgliedschaften
- seit 2016: Office parlementaire d'évaluation des choix scientifiques et technologiques (OPECST)
- Réseau National de la Métrologie Française (RMNF)
- seit 2019: Verwaltungsrat des Commissariat à l’énergie atomique et aux énergies alternatives (CEA)[9]
- Agence Nationale de la Recherche (ANR)
- National Science Foundation (NSF)
- Engineering and Physical Sciences Research Council (EPSRC)
- Deutsche Physikalische Gesellschaft

## Auszeichnungen
- 2005: Prix Aimé Cotton der Société française de physique[4]
- 2013: CNRS-Silbermedaille[10]
- 2016: Gentner-Kastler-Preis[11]
- 2019: Ritter der französischen Ehrenlegion[12][13]
- 2024: Mitglied der Nationalen Akademie der Wissenschaften Leopoldina[14]

## Publikationen

### Monografien
- mit Gert-Ludwig Ingold: Die 101 wichtigsten Fragen. Moderne Physik. Verlag C. H. Beck, München 2008, ISBN 978-3-406-56803-9.

### Beiträge in Anthologien
- mit Serge Reynaud: Casimir Forces and vacuum energy. In: Claude Fabre, Vahid Sandoghdar, Nicolas Treps und Leticia F. Cugliandolo (Hrsg.): Quantum Optics and Nanophotonics. Les Houches 2013: Session CI. Reihe: Lecture Notes of the Les Houches Summer School. Band 101. Oxford University Press, Oxford 2017, ISBN 978-0-19-876860-9, S. 407–446.

### Beiträge in Fachzeitschriften
- mit Gert-Ludwig Ingold und Serge Reynaud: Quantum dissipative Brownian motion and the Casimir effect. In: Physical Review E. Band 80, Heft vom 4. Oktober 2009, doi:10.1103/PhysRevE.80.041113, S. 041113-1–041113-13, (PDF; 0,34 MB).
- mit Gabriel Dufour, Romain Guérout, Valery Nesvizhevsky, Serge Reynaud, Alexei Voronin: Quantum Reflection of Antihydrogen in the GBAR Experiment. In: International Journal of Modern Physics: Conference Series. Band 30. World Scientific Publishing, 2014, S. 1460265.
- mit Romain Guerout, Gert-Ludwig Ingold, Serge Reynaud: Accounting for Dissipation in the Scattering Approach to the Casimir Energy. In: Symmetry. Band 10, Heft 37. 2018, doi:10.3390/sym10020037, S. 1–11, (PDF; 0,5 MB).
- mit Antoine Canaguier-Durand und Serge Reynaud: Scattering properties of collective dipolar systems. In: The European Physical Journal D. Atomic, Molecular, Optical and Plasma Physics. Band 74. Nr. 77. Springer, EDP Sciences, 22. April 2020, doi:10.1140/epjd/e2020-100530-y.